# Rakesh Agrawal
Rakesh Agrawal est un informaticien diplômé de l'université de  Wisconsin-Madison connu pour ses travaux dans le domaine du data mining.

## Contributions
Rakesh est bien connu pour avoir développé des concepts fondamentaux dans le domaine de l'exploration de données et est l'un des pionniers dans le domaine de la confidentialité des données, incluant les réalisations telles que  Hippocratic Database, Sovereign Information Sharing, et Privacy-Preserving Data Mining. Le logiciel d'IBM dénommé Intelligent Miner s'est nourri de ses travaux.
Il a travaillé avec Ramakrishnan Sikrant sur plusieurs sujets notamment sur les problèmes de la vie privée et de la confidentialité des données dans l'exploration de données (Data mining).

## Publications
- Rakesh Agrawal, Johannes Gehrke, Dimitrios Gunopulos, Prabhakar Raghavan: "Automatic Subspace Clustering of High Dimensional Data", Data Mining and Knowledge Discovery Journal, 11(1), 2005.
- John-Christoph Freytag, Raghu Ramakrishnan, Rakesh Agrawal: "Data Mining: The Next Generation", Information Technology, 47(2005) 5.
- K. Shim, R. Srikant, R. Agrawal: "High Dimensional Similarity Joins", IEEE Transactions on Knowledge and Data Engineering, 14(1), 2002.
- R.J. Bayardo Jr., R. Agrawal, D. Gunopulos: "Constraint-Based Rule Mining in Large, Dense Databases", Data Mining and Knowledge Discovery Journal, 4(2/3), July 2000.
- S. Sarawagi, S. Thomas, R. Agrawal: "Integrating Association Rule Mining with Databases: Alternatives and Implications", Data Mining and Knowledge Discovery Journal, 4(2/3), July 2000.